# USS Bagheera
A USS Bagheera (SP-963) az Egyesült Államok haditengerészetének segédhajója (szkúner) volt, amely járőrhajóként szolgált az első világháborúban. 1917 és 1919 között állt szolgálatban.
A hajót 1907-ben a Hodgdon Brothers építette Boothbayben, Maine államban Bagheera magánszkúner néven (hivatalos száma 204239). A kétárbócos, 218 négyzetméter vitorlafelületű szkúner egy 20 lóerős Mianus kéthengeres benzinmotorral rendelkezett. A szkúner becsült hatótávolsága 806 km (435 tengeri mérföld) volt 719 liter (190 gallon) üzemanyag-kapacitással és 5,2 csomós (9,6 km/h, 6,0 mérföld/óra) utazósebességgel. Az 1914-es Lloyd's Register of American Yachts szerint a jacht tulajdonosa E. W. Atkinson volt, és Massachusetts államban, Bostonban volt a kikötője.
1917. június 22-én az amerikai haditengerészet ingyenes bérleti szerződés keretében megvásárolta a hajót a tulajdonosától, a chicagói J. W. Hendricktől, hogy az első világháború alatt szakaszos járőrhajóként használja. 1917. június 24-én állították hadrendbe USS Bagheera (SP-963) néven. Az 5. haditengerészeti körzethez rendelték, és az első világháború végéig járőrszolgálatot teljesített.
A hajót a háború után a virginiai Norfolkban leszerelték. 1919. február 5-én törölték a haditengerészeti forgalomból, és még azon a napon visszaszállították Hendrickhez.

## Fordítás
Ez a szócikk részben vagy egészben  az   USS Bagheera című angol Wikipédia-szócikk ezen változatának fordításán alapul.  Az eredeti cikk szerkesztőit annak laptörténete sorolja fel. Ez a jelzés csupán a megfogalmazás eredetét és a szerzői jogokat jelzi, nem szolgál a cikkben szereplő információk forrásmegjelöléseként.